# Terapia de murga (álbum)
Terapia de murga es el decimoprimer álbum solista de estudio de Rubén Rada, fue grabado en Estudio del Nuevo Mundo de Buenos Aires, entre agosto de 1990 y enero de 1991.

## Historia
Terapia de murga es, también, el cuarto y último disco grabado por Rada en el sello Melopea de Litto Nebbia, en un período que duró desde julio de 1988 a enero de 1991, y abarcó, además, Pa'los uruguayos (1989), Las aventuras de Ruben Rada y Litto Nebbia (1990) y Las aventuras de Fattoruso & Rada (1991). Litto Nebbia fue el productor artístico de los cuatro discos.
Osvaldo Fattoruso, que integraba la banda de Rada desde el disco En familia (1983), había vuelto a Uruguay para tocar con Mariana Ingold, y fue reemplazado en la batería por Quintino Cinalli. Tampoco participó el guitarrista Ricardo Lew, que también integraba la banda de Rada desde En familia, y fue suplantado por Lito Epumer, que ya había colaborado en Las aventuras de Ruben Rada y Litto Nebbia. Julia Zenko realizó un dúo vocal con Rada en "La rutina mata" y el Vasco Bigarrena participó en coros de "Terapia de murga" (Rada, Hugo y Osvaldo Fattoruso habían contribuido en la grabación del primer disco de Mezo Bigarrena Viaje de vida en 1987).
Cuando el disco era editado en Argentina y Uruguay, Rubén Rada ya había viajado a México, integrando el show de Tania Libertad y procurando desarrollar, en ese país, su carrera solista como intérprete y compositor.
“Terapia de murga” se convirtió en una de las canciones más populares de Rada en Uruguay, la volvió a grabar para Alegre caballero (2002) y en vivo para Candombe Jazz Tour (2004). También la grabó invitado en el disco Candombe (1996) de Héctor Bingert. La cantante mexicana Eugenia León la interpretó en su disco Eugenia corazón de león (1993), donde figura como "Si no te pido nada".
Versiones en vivo de “Melanco” y “La rutina mata” forman parte del disco Concierto por la vida (1994), la última cantada a dúo con Laura Canoura. “Aprepárate” la volvió a grabar para Tango, milonga y candombe (2014).
La misma versión de “Sudamérica: continente musical”, pero con el nombre “América suda”, había sido incluida en el disco Las aventuras de Ruben Rada y Litto Nebbia (1990).
Terapia de murga fue editado, con diferente arte de tapa, en Uruguay en formato casete por el sello Orfeo y fue reeditado en formato CD en Argentina, en 1994, por Melopea.

## Lista de temas
Lado A
1. El mundo no pesa nada (Rada)
2. Melanco (Rada / Nolé)
3. Aprepárate (Rada / Nolé)
4. Sudamérica: continente musical (Rada)
5. No paren, che, no paren (Rada / Nolé)

Lado B
1. El éxito (Rada / Nolé)
2. La rutina mata (Rada)
3. Terapia de murga (Rada)
4. Día feliz (Rada / Nolé)
5. Terapia de murga (Rada)

## Ficha técnica
- Rubén Rada: Voz, percusión y coros
- Ricardo Nolé: Teclados y arreglos. RX5 en "Sudamérica: continente musical"
- Beto Satragni: Bajo eléctrico y coros. Arreglos en "No paren, che, no paren" y "El éxito". Voz "intro" en "La rutina mata"
- Quintino Cinalli: Batería
- Lito Epumer: Guitarra
- Vivian alias "Nana": Voz en "Día feliz"
- Julia Zenko: Voz en "La rutina mata" (Participación especial)
- El vasco Bigarrena: Coros en "Terapia de murga"
- Daniel García: Arreglos sintes en "Día feliz"
- Producido por Litto Nebbia para Discos Melopea
- Técnicos de grabación: Edgardo Rapetti y Mario Sobrino
- Mezcla final: Rapetti-Sobrino-Rada
- Corte a disco: Luis A. Quinteros
- Arte de tapa: Gustavo Tinetti
- Diseño gráfico: Estudio Mariñas-Vaquera